# Número 2
Número 2 è il secondo album inedito di María Isabel pubblicato il 2 ottobre 2005 e rispetto al primo album (No me toques las palmas que me conozco) ha venduto più di 200 000 copie.

## Il disco
L'album contiene 12 brani inediti di cui 1 traccia bonus (En mi jardín).

## Tracce
1. Pues va a ser que no
2. Quién da la vez
3. Mi abuela
4. María Isabel número 2
5. Tu libertad
6. 3x2
7. Me enamoro
8. Original
9. La reina de la fiesta
10. Piel de chocolate
11. De Ayamonte pa'l mundo
12. En mi jardín (traccia bonus)